# Alisotrichia chiquitica
Alisotrichia chiquitica is een schietmot uit de familie Hydroptilidae. De soort komt voor in het Neotropisch gebied.